# Pallanuoto ai campionati mondiali di nuoto 2024 - Torneo maschile
I tornei di pallanuoto ai campionati mondiali di nuoto 2024 si sono disputati dal 5 al 17 febbraio 2024 presso l'Aspire Dome nella città di Doha, in Qatar. Si è trattata della 21ª edizione del torneo maschile.
Le squadre partecipanti sono state 16 per il torneo maschile.

## Squadre partecipanti
| Torneo di qualificazione       | Date                         | Luogo       | Posti | Qualificate |
| ------------------------------ | ---------------------------- | ----------- | ----- | ----------- |
| Coppa del Mondo 2023           | 8 marzo - 2 luglio 2023      | Stati Uniti | 2     | Spagna      |
| Coppa del Mondo 2023           | 8 marzo - 2 luglio 2023      | Stati Uniti | 2     | Italia      |
| Campionato mondiale 2023       | 17 luglio - 29 luglio 2023   | Giappone    | 4     | Ungheria    |
| Campionato mondiale 2023       | 17 luglio - 29 luglio 2023   | Giappone    | 4     | Grecia      |
| Campionato mondiale 2023       | 17 luglio - 29 luglio 2023   | Giappone    | 4     | Serbia      |
| Campionato mondiale 2023       | 17 luglio - 29 luglio 2023   | Giappone    | 4     | Francia     |
| Campionato europeo 2024        | 4 - 16 gennaio 2024          | Croazia     | 3     | Croazia     |
| Campionato europeo 2024        | 4 - 16 gennaio 2024          | Croazia     | 3     | Montenegro  |
| Campionato europeo 2024        | 4 - 16 gennaio 2024          | Croazia     | 3     | Romania     |
| Giochi panamericani 2023       | 30 ottobre - 4 novembre 2023 | Cile        | 2     | Stati Uniti |
| Giochi panamericani 2023       | 30 ottobre - 4 novembre 2023 | Cile        | 2     | Brasile     |
| Giochi asiatici 2022           | 2 - 7 ottobre 2023           | Cina        | 3     | Giappone    |
| Giochi asiatici 2022           | 2 - 7 ottobre 2023           | Cina        | 3     | Cina        |
| Giochi asiatici 2022           | 2 - 7 ottobre 2023           | Cina        | 3     | Kazakistan  |
| Selezione continentale Africa  | –                            | –           | 1     | Sudafrica   |
| Selezione continentale Oceania | –                            | –           | 1     | Australia   |
| Totale                         |                              |             | 16    |             |

## Calendario
| P | Turno preliminare | ⅛ | Ottavi | ¼ | Quarti | ½ | Semifinali | F | Finali |

| Torneo   | Febbraio 2024 | Febbraio 2024 | Febbraio 2024 | Febbraio 2024 | Febbraio 2024 | Febbraio 2024 | Febbraio 2024 | Febbraio 2024 | Febbraio 2024 | Febbraio 2024 | Febbraio 2024 | Febbraio 2024 | Febbraio 2024 |        |
| Torneo   | Dom 4         | Lun 5         | Mar 6         | Mer 7         | Gio 8         | Ven 9         | Sab 10        | Dom 11        | Lun 12        | Mar 13        | Mer 14        | Gio 15        | Ven 16        | Sab 17 |
| -------- | ------------- | ------------- | ------------- | ------------- | ------------- | ------------- | ------------- | ------------- | ------------- | ------------- | ------------- | ------------- | ------------- | ------ |
| Maschile |               | P             |               | P             |               | P             |               | ⅛             |               | ¼             |               | ½             |               | F      |

## Turno preliminare

### Gruppo A
| Pos. | Squadra   | Pt | G | V | N | P | GF | GS | DR  |
| ---- | --------- | -- | - | - | - | - | -- | -- | --- |
| 1.   | Spagna    | 9  | 3 | 3 | 0 | 0 | 46 | 20 | +26 |
| 2.   | Croazia   | 6  | 3 | 2 | 0 | 1 | 48 | 24 | +24 |
| 3.   | Australia | 3  | 2 | 1 | 0 | 2 | 46 | 35 | +11 |
| 4.   | Sudafrica | 0  | 3 | 0 | 0 | 3 | 18 | 79 | -61 |

| Data       | Ora   | Gara      | Gara | Gara      |
| ---------- | ----- | --------- | ---- | --------- |
| 5 febbraio | 09:00 | Sudafrica | 5-21 | Spagna    |
| 5 febbraio | 13:30 | Croazia   | 13-8 | Australia |
| 7 febbraio | 13:30 | Australia | 29-7 | Sudafrica |
| 7 febbraio | 19:00 | Spagna    | 10-6 | Croazia   |
| 9 febbraio | 13:30 | Australia | 9-15 | Spagna    |
| 9 febbraio | 16:00 | Sudafrica | 6-29 | Croazia   |

### Gruppo B
| Pos. | Squadra | Pt | G | V | N | P | GF | GS | DR  |
| ---- | ------- | -- | - | - | - | - | -- | -- | --- |
| 1.   | Grecia  | 9  | 3 | 3 | 0 | 0 | 60 | 22 | +38 |
| 2.   | Francia | 6  | 3 | 2 | 0 | 1 | 44 | 33 | +11 |
| 3.   | Cina    | 3  | 3 | 1 | 0 | 2 | 25 | 48 | -23 |
| 4.   | Brasile | 0  | 3 | 0 | 0 | 3 | 23 | 49 | -26 |

| Data       | Ora   | Gara    | Gara  | Gara    |
| ---------- | ----- | ------- | ----- | ------- |
| 5 febbraio | 10:30 | Cina    | 6-24  | Grecia  |
| 5 febbraio | 12:00 | Brasile | 11-16 | Francia |
| 7 febbraio | 09:00 | Francia | 16-9  | Cina    |
| 7 febbraio | 10:30 | Grecia  | 23-4  | Brasile |
| 9 febbraio | 19:00 | Grecia  | 13-12 | Francia |
| 9 febbraio | 20:30 | Brasile | 8-10  | Cina    |

### Gruppo C
| Pos. | Squadra     | Pt | G | V | N | P | GF | GS | DR  |
| ---- | ----------- | -- | - | - | - | - | -- | -- | --- |
| 1.   | Serbia      | 9  | 3 | 3 | 0 | 0 | 45 | 28 | +17 |
| 2.   | Montenegro  | 5  | 3 | 2 | 0 | 1 | 30 | 36 | -6  |
| 3.   | Stati Uniti | 4  | 3 | 1 | 0 | 2 | 41 | 30 | +11 |
| 4.   | Giappone    | 0  | 3 | 0 | 0 | 3 | 26 | 48 | -22 |

| Data       | Ora   | Gara        | Gara                 | Gara        |
| ---------- | ----- | ----------- | -------------------- | ----------- |
| 5 febbraio | 16:00 | Giappone    | 10-17                | Serbia      |
| 5 febbraio | 17:30 | Montenegro  | 11-11 (16-15 d.t.r.) | Stati Uniti |
| 7 febbraio | 12:00 | Stati Uniti | 18-5                 | Giappone    |
| 7 febbraio | 17:30 | Serbia      | 14-6                 | Montenegro  |
| 9 febbraio | 09:00 | Montenegro  | 13-11                | Giappone    |
| 9 febbraio | 17:30 | Serbia      | 14-12                | Stati Uniti |

### Gruppo D
| Pos. | Squadra    | Pt | G | V | N | P | GF | GS | DR  |
| ---- | ---------- | -- | - | - | - | - | -- | -- | --- |
| 1.   | Ungheria   | 8  | 3 | 3 | 0 | 0 | 52 | 18 | +34 |
| 2.   | Italia     | 7  | 3 | 2 | 0 | 1 | 58 | 22 | +36 |
| 3.   | Romania    | 3  | 3 | 1 | 0 | 2 | 43 | 34 | +9  |
| 4.   | Kazakistan | 0  | 3 | 0 | 0 | 3 | 7  | 86 | -79 |

| Data       | Ora   | Gara       | Gara               | Gara       |
| ---------- | ----- | ---------- | ------------------ | ---------- |
| 5 febbraio | 19:00 | Italia     | 33-3               | Kazakistan |
| 5 febbraio | 20:30 | Romania    | 8-15               | Ungheria   |
| 7 febbraio | 14:00 | Kazakistan | 3-25               | Romania    |
| 7 febbraio | 18:30 | Ungheria   | 9-9 (15-14 d.t.r.) | Italia     |
| 9 febbraio | 10:30 | Kazakistan | 1-28               | Ungheria   |
| 9 febbraio | 10:00 | Romania    | 10-16              | Italia     |

## Fase finale

### Tabellone
| Play-off | Play-off    | Play-off |  |  | Quarti di finale | Quarti di finale | Quarti di finale |  |  | Semifinali | Semifinali | Semifinali |  |             | Finale      | Finale      | Finale |
|          |             |          |  |  |                  |                  |                  |  |  |            |            |            |  |             |             |             |        |
|          |             |          |  |  |                  |                  |                  |  |  |            |            |            |  |             |             |             |        |
|          |             |          |  |  | 1A               | Spagna           | 15               |  |  |            |            |            |  |             |             |             |        |
| 2C       | Montenegro  | 12       |  |  |                  | Montenegro       | 12               |  |  |            |            |            |  |             |             |             |        |
| 3D       | Romania     | 9        |  |  |                  |                  |                  |  |  |            | Spagna     | 6          |  |             |             |             |        |
|          |             |          |  |  |                  |                  |                  |  |  |            | Italia     | 8          |  |             |             |             |        |
|          |             |          |  |  | 1B               | Grecia           | 10               |  |  |            |            |            |  |             |             |             |        |
| 3C       | Stati Uniti | 12       |  |  |                  | Italia           | 11               |  |  |            |            |            |  |             |             |             |        |
| 2D       | Italia      | 13       |  |  |                  |                  |                  |  |  |            |            |            |  |             |             | Italia      | 11 (2) |
|          |             |          |  |  |                  |                  |                  |  |  |            |            |            |  |             |             | Croazia     | 11 (4) |
|          |             |          |  |  | 1C               | Serbia           | 13               |  |  |            |            |            |  |             |             |             |        |
| 2A       | Croazia     | 22       |  |  |                  | Croazia          | 15               |  |  |            |            |            |  |             |             |             |        |
| 3B       | Cina        | 4        |  |  |                  |                  |                  |  |  |            | Croazia    | 11 (6)     |  |             |             |             |        |
|          |             |          |  |  |                  |                  |                  |  |  |            | Francia    | 11 (5)     |  |             |             |             |        |
|          |             |          |  |  | 1D               | Ungheria         | 10               |  |  |            |            |            |  | Terzo posto | Terzo posto | Terzo posto |        |
| 3A       | Australia   | 8        |  |  |                  | Francia          | 11               |  |  |            |            |            |  |             |             | Spagna      | 14     |
| 2B       | Francia     | 11       |  |  |                  |                  |                  |  |  |            |            |            |  |             |             | Francia     | 10     |

#### Play off
| Arbitri: | Dervieux Ivanovski |

|          |           |               |
| Harkov 4 | Marcatori | 1 4 giocatori |

| Arbitri: | Ohme Stanojevic |

|              |           |         |
| Maksimovic 2 | Marcatori | 4 Bouet |

| Arbitri: | Kun Severo |

|                    |           |         |
| Perković, Averka 3 | Marcatori | 3 Fulea |

| Arbitri: | Buch Zwart |

|         |           |                       |
| Daube 4 | Marcatori | 3 Di Fulvio, Fondelli |

#### Quarti di finale
| Arbitri: | Zwart Franulovic |

|           |           |         |
| Perrone 5 | Marcatori | 4 Mrsic |

| Arbitri: | Margeta Dervieux |

|               |           |                               |
| Genidounias 3 | Marcatori | 2 Fondelli, Condemi, Di Somma |

| Arbitri: | Stavridis Ohme |

|           |           |           |
| Rašović 3 | Marcatori | 4 Fatović |

| Arbitri: | Buch Spiritosanto |

|           |           |           |
| Zalánki 3 | Marcatori | 5 Vernoux |

#### Semifinali
| Arbitri: | Margeta Kun |

|                     |           |                                |
| Munárriz, Larumbe 2 | Marcatori | 2 Di Fulvio, Fondelli, Condemi |

| Arbitri: | Zwart Zhang |

|           |                |         |
| Fatović 3 | Marcatori      | 3 Bouet |
|           | Shootout 6 – 5 |         |

#### Finale 3º-4º posto
| Arbitri: | Kun Spiritosanto |

|                      |           |                                  |
| Granados, Sanahuja 4 | Marcatori | 2 Bouet, Vernoux, Marion-Vernoux |

#### Finale
| Arbitri: | Ohme Dervieux |

|            |                |           |
| Fondelli 5 | Marcatori      | 4 Kharkov |
|            | Shootout 2 – 4 |           |

### Tabellone 5º-8º posto
|  | 5º- 8º posto | 5º- 8º posto | 5º- 8º posto |        |        | 5º posto   | 5º posto   | 5º posto |  |
|  |              |              |              |        |        |            |            |          |  |
|  | Montenegro   | Montenegro   | 13           |        |        |            |            |          |  |
|  | Montenegro   | Montenegro   | 13           |        |        |            |            |          |  |
|  | Grecia       | Grecia       | 14           |        |        |            |            |          |  |
|  | Grecia       | Grecia       | 14           |        | Grecia | Grecia     | 15         |          |  |
|  |              |              |              |        | Grecia | Grecia     | 15         |          |  |
|  |              |              | Serbia       | Serbia | 11     |            |            |          |  |
|  | Serbia       | Serbia       | Serbia       | Serbia | 11     | 11         |            |          |  |
|  | Serbia       | Serbia       |              |        |        | 11         |            |          |  |
|  | Ungheria     | Ungheria     | 10           |        |        | 7º posto   | 7º posto   | 7º posto |  |
|  | Ungheria     | Ungheria     | 10           |        |        |            |            |          |  |
|  |              |              |              |        |        |            |            |          |  |
|  |              |              |              |        |        | Montenegro | Montenegro | 16       |  |
|  |              |              |              |        |        | Montenegro | Montenegro | 16       |  |
|  |              |              |              |        |        | Ungheria   | Ungheria   | 18       |  |

### Tabellone 9º-12º posto
|  | 9º- 12º posto | 9º- 12º posto | 9º- 12º posto |             |         | 9º posto  | 9º posto  | 9º posto  |  |
|  |               |               |               |             |         |           |           |           |  |
|  | Cina          | Cina          | 7             |             |         |           |           |           |  |
|  | Cina          | Cina          | 7             |             |         |           |           |           |  |
|  | Romania       | Romania       | 9             |             |         |           |           |           |  |
|  | Romania       | Romania       | 9             |             | Romania | Romania   | 9         |           |  |
|  |               |               |               |             | Romania | Romania   | 9         |           |  |
|  |               |               | Stati Uniti   | Stati Uniti | 13      |           |           |           |  |
|  | Australia     | Australia     | Stati Uniti   | Stati Uniti | 13      | 10        |           |           |  |
|  | Australia     | Australia     |               |             |         | 10        |           |           |  |
|  | Stati Uniti   | Stati Uniti   | 16            |             |         | 11º posto | 11º posto | 11º posto |  |
|  | Stati Uniti   | Stati Uniti   | 16            |             |         |           |           |           |  |
|  |               |               |               |             |         |           |           |           |  |
|  |               |               |               |             |         | Cina      | Cina      | 7         |  |
|  |               |               |               |             |         | Cina      | Cina      | 7         |  |
|  |               |               |               |             |         | Australia | Australia | 17        |  |

### Tabellone 13º-16º posto
|  | 13º- 16º posto | 13º- 16º posto | 13º- 16º posto |          |         | 13º posto  | 13º posto  | 13º posto |  |
|  |                |                |                |          |         |            |            |           |  |
|  | 4A             | Sudafrica      | 5              |          |         |            |            |           |  |
|  | 4A             | Sudafrica      | 5              |          |         |            |            |           |  |
|  | 4B             | Brasile        | 18             |          |         |            |            |           |  |
|  | 4B             | Brasile        | 18             |          | Brasile | Brasile    | 11         |           |  |
|  |                |                |                |          | Brasile | Brasile    | 11         |           |  |
|  |                |                | Giappone       | Giappone | 22      |            |            |           |  |
|  | 4C             | Giappone       | Giappone       | Giappone | 22      | 17         |            |           |  |
|  | 4C             | Giappone       |                |          |         | 17         |            |           |  |
|  | 4D             | Kazakistan     | 4              |          |         | 15º posto  | 15º posto  | 15º posto |  |
|  | 4D             | Kazakistan     | 4              |          |         |            |            |           |  |
|  |                |                |                |          |         |            |            |           |  |
|  |                |                |                |          |         | Sudafrica  | Sudafrica  | 11        |  |
|  |                |                |                |          |         | Sudafrica  | Sudafrica  | 11        |  |
|  |                |                |                |          |         | Kazakistan | Kazakistan | 10        |  |

## Classifica finale
| Pos.    | Squadra     |
| ------- | ----------- |
| Oro     | Croazia     |
| Argento | Italia      |
| Bronzo  | Spagna      |
| 4       | Francia     |
| 5       | Grecia      |
| 6       | Serbia      |
| 7       | Ungheria    |
| 8       | Montenegro  |
| 9       | Stati Uniti |
| 10      | Romania     |
| 11      | Australia   |
| 12      | Cina        |
| 13      | Giappone    |
| 14      | Brasile     |
| 15      | Sudafrica   |
| 16      | Kazakistan  |

## Medagliere
| Pos.   | Paese   | Oro | Argento | Bronzo | Totale |
| ------ | ------- | --- | ------- | ------ | ------ |
| 1      | Croazia | 1   | 0       | 0      | 1      |
| 2      | Italia  | 0   | 1       | 0      | 1      |
| 3      | Spagna  | 0   | 0       | 1      | 1      |
| Totale | Totale  | 1   | 1       | 1      | 3      |